# Xã Rutland, Quận LaSalle, Illinois
Xã Rutland (tiếng Anh: Rutland Township) là một xã thuộc quận LaSalle, tiểu bang Illinois, Hoa Kỳ. Năm 2010, dân số của xã này là 3.698 người.